# Čangčun
Changchun (kineski: 长春, pinyin: Chángchūn; doslovno: „Dugo proljeće”) je najveći i glavni grad kineske provincije Jilin. Grad je prema popisu iz 2010. godine imao 3.815.270 stanovnika, a općina 7.674.439 stanovnika, te je uz Shenyang, Dalian i Harbin, jedan od najvećih gradova sjeveroistočne Kine.
Changchun je najveće privredno i obrazovno kulturno središte provincije Jilin. Nekadašnje japansko sveučilište pretvoreno je u Sveučilište provincije Jilin, u gradu djeluje i odsjek Kineske akademije znanosti, uz brojne druge znanstveno-istraživačke institute. Grad je u Kini poznat i po svom filmskom studiju koji proizvodi brojne filmove.

## Zemljopisne odlike
Changchun leži u sredini Mandžurijske ravnice (prosječne visine od 250-350 m) na površini od 20.571 km². Grad se također nalazi na križanju trećeg istočno-zapadnoga kontinentalnog mosta Europa-Azija. U prefekturi Changchun nalaze se 222 rijeke i jezera, a rijeka Yitong, mala pritoka rijeke Songhua, prolazi kroz sam grad.

## Povijest
U 18. stoljeću Changchun je bio mali trgovački grad. Tek je 1906. godine grad dobio na važnosti kada je Japansko Carstvo izgradilo Južnomandžursku željeznicu i ovdje se susrela s ruskom Kineskom istočnom željeznicom.
Nakon Mandžurijske krize 1931. god., Japan je u Mandžuriji uspostavio marionetsku državu Mandžukuo, čiji je glavni grad postao Changchun 1932. god. Grad se tada zvao Xinjing, japanski: Shinkyō; što znači „Nova prijestolnica”). Grad je doživio ogroman rast i izgrađene su velike avenije i državni objekti. Također, ovdje je izgrađena i prva japanska linija brzih vlakova Ajia, od Changchuna do Daliana. Japanci su također tu smjestili velike filmske tvrtke, koje su u početku proizvodile uglavnom propagandne filmove.
Godine 1945. grad je okupirala sovjetska Crvena armija, koja je opljačkala grad. Tijeko Kineskog građanskog rata, grad je najprije bio u rukama Kuomintanga od 1946. godine. Od ožujka do listopada 1948. godine grad su opkolile i opsjedale snage KPK i na koncu osvojile su grad. U tom razdoblju u gradu i okolici je umrlo oko milijun ljudi od gladi. U kineskoj službenoj historiografiji, „Pobjeda kod Čangčuna” smatrana je jednim od najmirnijih i najmanje krvavih poglavlja slavne narodnooslobodilačke borbe, a žrtve se ne spominju.
Do 1956. Sovjetski Savez je održavao prisutnost u gradu i izgradio je prvu tvornicu za proizvodnju automobila. Tu se, od 1956. do 1987. godine, proizvodio Jiefang (kin. „oslobođenje”) CA-10 kamion, temeljen na Fordovom modelu kamiona i sovjetskom ZIS-150 kamionu, te od 1958. do 1981. god. i limuzina Hongqi („crvena zastava”).
Godine 1954. Changchun je postao glavni grad provincije Jilin. U svibnju 1992. Li Hongzhi je ovdje prvi put objavio svoja učenja o Falun gongu. Filmski festival u Changchunu postao je jedinstvena svečanost za filmsku industriju od 1992. god.
Od 2006. god. grad je započeo ambiciozno proširenje grada urbanističkim planom od 120 km² (uglavnom brojna ekosela na području od 10 x 12 km) koji uključuje i najveće postrojenje za izradu automobila u Kini, dvostruko veće od Šangajskog „auto-grada” Antinga. U projekt je uključeno i naselje za 300.000 zaposlenika, a većina građevinskih radova je već dovršena. Završetak projekta planiran je za 2022. god. 

## Uprava
Pod-pokrajinski grad Changchun ima izravnu nadležnost nad 7 okruga, 2 grada na razini županija (distrikt) i 1 županijom:
| Nanguan Kuancheng Chaoyang Erdao Luyuan Shuangyang Jiutai Nong'an Yushu Dehui |         |               |                      |                |  |
| Naziv                                                                         | Kineski | Pinyin        | Stanovništvo (2017.) | Površina (km2) |  |
| Urbano središte                                                               |         |               |                      |                |  |
| Chaoyang                                                                      | 朝阳区  | Cháoyáng Qū   | 1.007.870            | 237            |  |
| Nanguan                                                                       | 南关区  | Nánguān Qū    | 1.123.779            | 81             |  |
| Kuancheng                                                                     | 宽城区  | Kuānchéng Qū  | 855.159              | 238            |  |
| Erdao                                                                         | 二道区  | Èrdào Qū      | 809.390              | 452            |  |
| Luyuan                                                                        | 绿园区  | Lùyuán Qū     | 1.002.672            | 216            |  |
| Predgrađa                                                                     |         |               |                      |                |  |
| Shuangyang                                                                    | 双阳区  | Shuāngyáng Qū | 400.933              | 1.677          |  |
| Jiutai                                                                        | 九台区  | Jiǔtái Qū     | 700.606              | 3.375          |  |
| Satelitski gradovi                                                            |         |               |                      |                |  |
| Dehui                                                                         | 德惠市  | Déhuì Shì     | 949.786              | 3.435          |  |
| Yushu                                                                         | 榆树市  | Yúshù Shì     | 1.266.969            | 4.712          |  |
| Seosko područje                                                               |         |               |                      |                |  |
| Nong'an                                                                       | 农安县  | Nóng'ān Xiàn  | 1.149.680            | 5.400          |  |

## Stanovništvo
Prema šestom popisu stanovništva u Kini, ukupan broj stanovnika u gradu Changchunu 2010. godine iznosio je 7,67 milijuna, a gradskog područja 3,53 milijuna stanovnika.
| 1932.   | 1939.   | 1944.   | 1964.     | 1990.     | 2010.     |
| ------- | ------- | ------- | --------- | --------- | --------- |
| 104.305 | 415.473 | 863.607 | 4.221.445 | 6.421.956 | 7.677.089 |

## Gospodarstvo
Vodeće industrije u gradu su proizvodnja automobila, prerada poljoprivrednih proizvoda, biofarmaceutika, fotoelektronika, proizvodnja građevinskih materijala i energetska industrija. Changchun je najveći proizvođač automobila, istraživački i razvojni centar u Kini, koji je 2009. god. proizveo 9 % automobila u zemlji.
Changchun je u 2010. ostvario bruto domaći proizvod (BDP) od 320,9 milijardi RMB, što predstavlja porast od 15,3 % na godišnjoj razini. BDP po stanovniku u Changchunu je 2012. god. iznosio 58.691 ¥ (9.338 USD).

## Zbratimljeni gradovi
| - Birmingham Ujedinjeno Kraljevstvo (1983.) - Ch'ongjin Sjeverna Koreja (2003.) - Little Rock, Arkansas SAD (1994.) - Masterton Novi Zeland (1996.) - Minsk Bjelorusija (1992.) - Montreuil Francuska (2008.) - Mora Švedska (2005.) | - Novi Sad Srbija (1981.) - Nuuk Grenland (2002.) - Plovdiv Bugarska (2009.) - Prachin Buri Tajland (2009.) - Sendai Japan (1980.) - Tijuana Meksiko (1980.) | - Ulan-Ude Rusija (2000.) - Ulsan Južna Koreja (1994.) - Warrnambool Australija (2012.) - Windsor, Ontario Kanada (1992.) - Wolfsburg Njemačka (2006.) - Žilina Slovačka (1992.) |

## Vanjske poveznice
- Changchun na portalu Encyclopædia Britannica (engl.)
- Službene stranice grada  Arhivirana inačica izvorne stranice od 6. veljače 2007. (Wayback Machine) (kin.)